# Калаена чума
Калаената чума е явление, при което химичният елемент калай (Sn) се превръща от тетрагоналната β алтропна форма в α форма. Този процес се извършва при ниски температури. Същността му е в образуването на кристални зародишни центрове от сив α калай, които впоследствие се уголемяват до пълното изкристализиране на калаения обект. Това изкристализиране води до неговото разрушаване или още разпрашаване.